# Khami
Khami (Khame, Kame ou Kami) était une ville d'Afrique australe, située dans le territoire de l'actuel Zimbabwe. Elle se trouve à 22 kilomètres à l'ouest de Bulawayo, capitale de la province du Matabeleland septentrional. Ces ruines sont maintenant classées comme monument national au Zimbabwe. Khami est également inscrite sur la liste du patrimoine mondial de l'UNESCO depuis 1986.
Khami fut la capitale de la dynastie Torwa régnant sur le royaume de Butua entre 1450 et 1683.

## Contexte
La ville que nous connaissons aujourd'hui est le fruit du développement de la forme architecturale apparue au Grand Zimbabwe au XIIIe siècle, et de la culture locale du Leopard's Kopje, qui construisait des plate-formes de murs bruts sur lesquels les maisons étaient bâties. Khami marque une innovation qui tient compte de l'environnement dans lequel elle a été construite. La région de Khami, bordée de rivières, est chaude et connaît des problèmes de malaria. La pierre trouvée à Khami (granite laminaire) est différente de celles trouvées dans d'autres régions du Zimbabwe (biotite). Avec un mélange de dolérite, cette pierre est plus difficile à extraire et produit des pierres de construction informes. On peut estimer que plus de 60 % de la pierre produite dans ces carrières ne serait pas de qualité pour la construction. Les blocs de construction doivent donc être façonnés, mais même dans ce cas, les pierres ne sont pas adaptées à la construction de murs de pierres sèches isolées. Les bâtisseurs ont donc innové en construisant des murs de soutènement. Deuxièmement, la construction de plates-formes a permis aux maisons d'être plus fraîches que celles situées dans les zones ouvertes en contrebas. Cela a également permis d'éliminer le problème de la malaria pour l'aristocratie qui séjournait dans les zones bâties. Les murs sont des murs de soutènement construits sans mortier. Contrairement au Grand Zimbabwe, certains des murs de Khami ont des fondations construites avec d'énormes blocs qui auraient été soulevés par au moins quatre personnes. Les fouilles ont révélé des bâtiments bien planifiés, en particulier dans le complexe de la colline, qui était occupé par le roi. Le complexe a d'abord été construit en créant des terrasses de murs bruts. Ces murs étaient ensuite recouverts d'un mur de qualité en bloc de pierre taillée. Chaque terrasse était décorée d'un damier, d'un chevron ou d'un cordon. Les terrasses étaient inclinées vers l'intérieur afin d'éviter les effondrements dus à la gravité. Les terrasses qui ont été créées inclinées vers l'intérieur étaient munies de poteaux en bois, probablement pour que les gardes puissent s'y accrocher lorsqu'ils marchaient le long de ces murs hauts et abrupts.

## Histoire
Khami était la capitale de la dynastie Torwa (en) pendant environ 200 ans à partir de 1450. Elle semble avoir été fondée au moment de la disparition du Grand Zimbabwe. Par la suite (la date traditionnelle est 1683), elle fut conquise par Changamire Dombo à la tête d'une armée de rebelles Rozvi du Monomotapa. Les fouilles semblent montrer que le site n'a pas été occupé après l'arrivée de ces Rozvi. Les Rozvi font d'un autre site de la phase Khami, Danamombe (en)(Dhlo-Dhlo), leur nouvelle capitale. Dans les années 1830, des pillards parlant des langues nguni et Ndébélés les ont chassés de Khami et de nombreux autres sites qu'ils avaient bâtis.
Le site de Khami révèle sept zones bâties occupées par la famille royale et des zones ouvertes dans la vallée occupées par les roturiers. Le complexe comprend des plates-formes artificielles circulaires, parfois en terrasses, entourées de murs en pierres sèches. Le mur de soutènement de la plate-forme du précipice, haut de 6 mètres et long de 68 mètres, est magnifiquement décoré d'un motif en damier sur toute sa longueur. Les plates-formes, qui s'élèvent de 2 à 7 mètres au-dessus du sol, portaient des huttes et des cours en dhaka (argile) où vivaient les personnes de condition inférieure. Les vestiges de kraals pour le bétail et de huttes pour les gens ordinaires sont visibles sous le complexe de la colline. Les ruines comprennent une enceinte royale ou un complexe de collines, qui devait se trouver sur un terrain plus élevé que les autres bâtiments, des murs de pierre (en) et des plateformes de huttes, ainsi qu'une croix chrétienne qui aurait été placée par un missionnaire de l'époque. Des ruines se trouvent également sur la rive orientale de la rivière Khami. D'autres plates-formes auraient été des kraals pour le bétail et un mur de soutènement avec un motif en damier. Des fouilles récentes (2000-2006) ont révélé que les murs des parties occidentales du complexe de collines étaient tous décorés de damiers, de chevrons, de cordons, ainsi que de blocs de pierre bigarrés.

## Conservation
Au début des années 2000, les Musées et monuments nationaux du Zimbabwe ont lancé un programme de conservation et d'enregistrement dont l'objectif était de préserver et de restaurer les murs de pierre. À ce jour, les réalisations les plus remarquables sont la stabilisation et la restauration des murs de terrasse sur les plates-formes principale, transversale et nord.

## Galerie

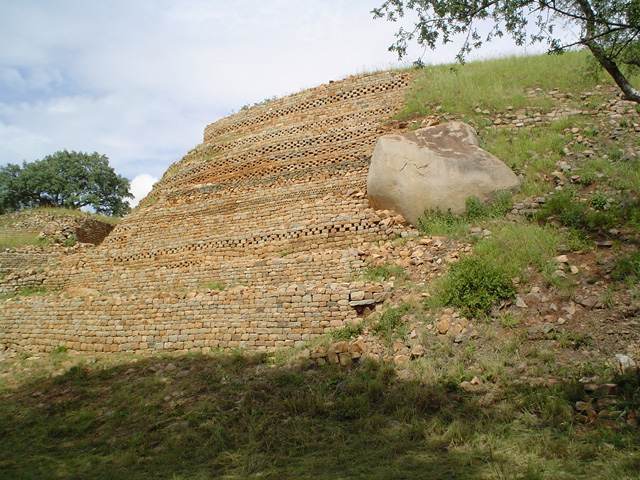
Mur extérieur de Khami
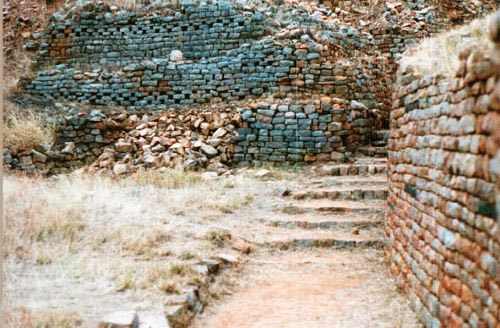
Escaliers menant à Khami
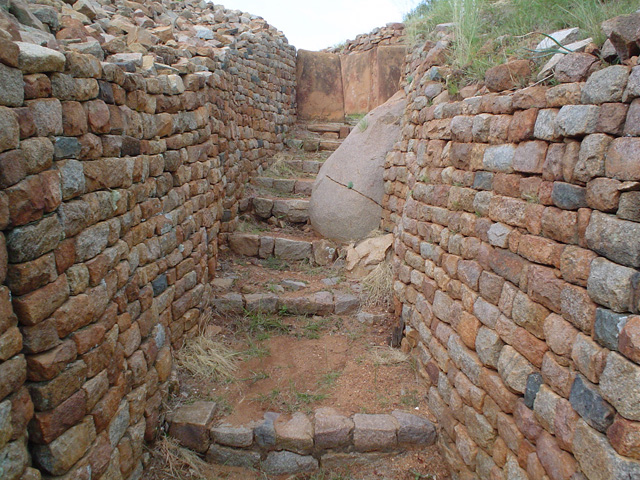
Passage à Khami
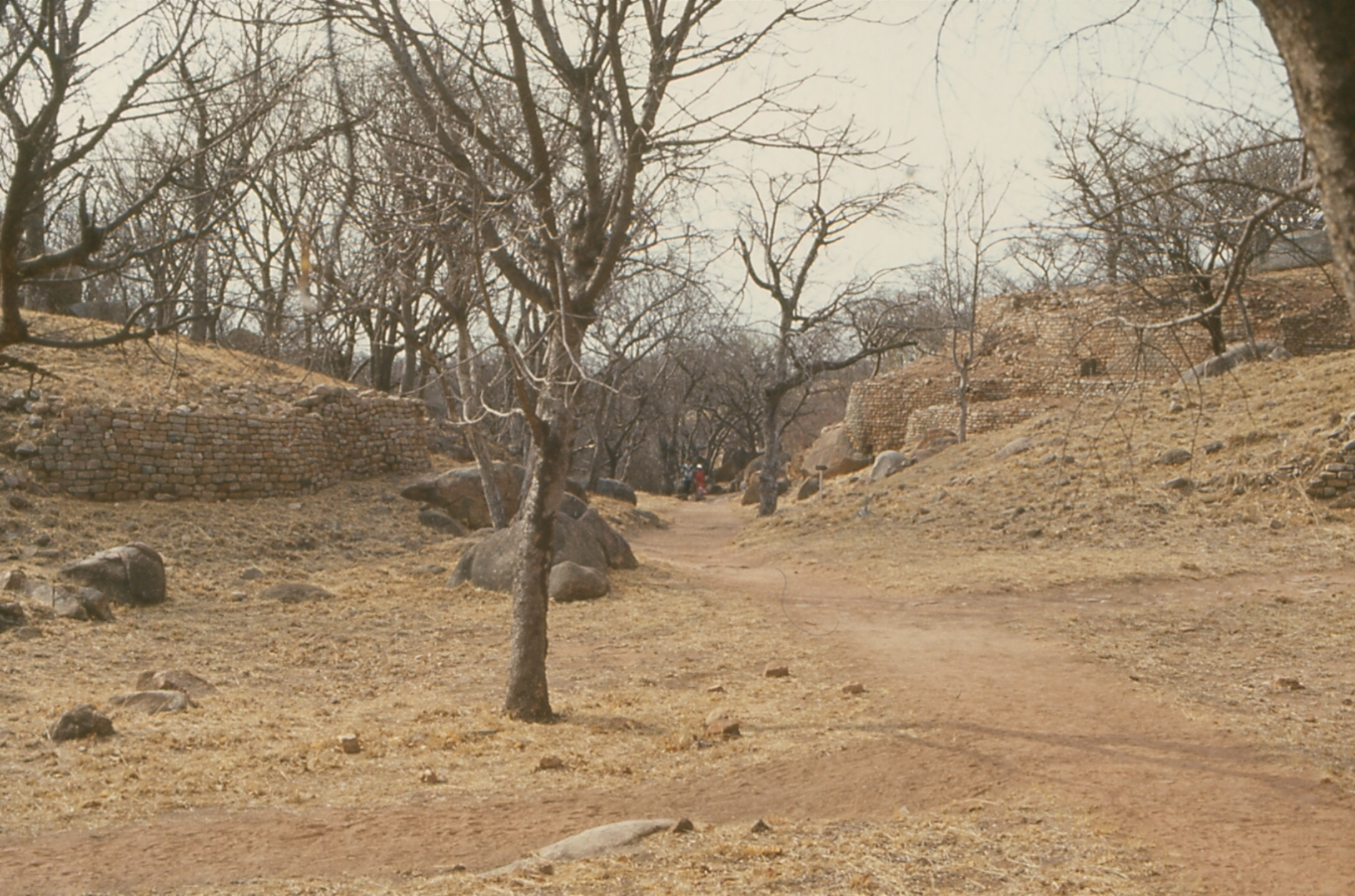
Ruines de Khami